# ジョサイア・ヌグ

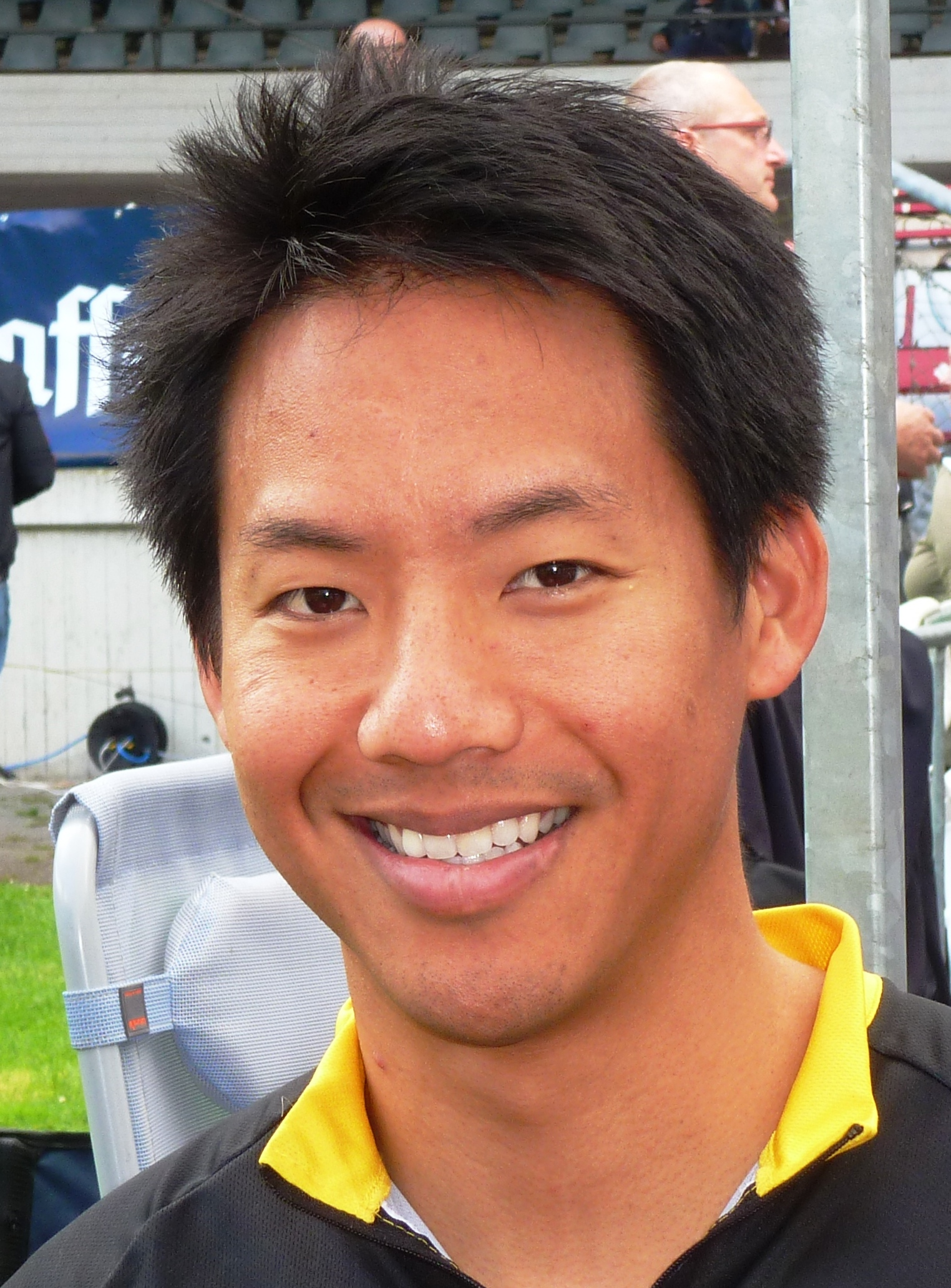
ジョサイア・ヌグ・オンヌ・ラム

ジョサイア・ヌグ・オンヌ・ラム（Josiah Ng Onn Lam、1980年2月2日 - ）は、マレーシアの自転車競技（トラックレース）選手。フィリピン・マニラ出身。先祖は広東省出身の華人であり、2009年4月より、競輪選手の短期免許を取得。ジョサイア・ングと表記されることもある。

## 経歴
2002年
- アジア競技大会・スプリントでは、金子貴志に次いで2位。

2004年
- アテネオリンピック・ケイリンで5位入賞。同年のマレーシア・スポーツマンオブザイヤーを受賞。

2006年
- アジア競技大会・ケイリン 2位。

2010年
- コモンウェルスゲームズ・ケイリン 優勝
- アジア競技大会 ケイリン2位

2012年
- 第32回アジア自転車競技選手権大会 ケイリン 優勝

2013年
- 第33回アジア自転車競技選手権大会
  - ケイリン 優勝
  - スプリント 優勝

### 国際競輪
過去、国際競輪には2回出場。2009年からの2年間は競輪の短期登録選手制度により、4月から9月まで競輪選手として出走。2009年は42戦8勝、2010年は27戦7勝の戦績を挙げた。国際競輪との通算では95戦22勝。